# Пресвитерианская церковь (США)
Пресвитерианская церковь США (англ. Presbyterian Church (USA); PCUSA) — американская протестантская церковь. Будучи одним из основных течений в кальвинизме, она является самой крупной пресвитерианской деноминацией в США. Церковь является членом Национального совета церквей, Всемирного совета реформатских церквей, Всемирного совета церквей. Официальное представительство церкви расположено в Луисвилле, штат Кентукки.
Является одной из мейнстрим-прогрессивных церквей в США, принимая секулярное христианство, теистический эволюционизм, историческую библейскую критику, уравнивания прав женщин и прав ЛГБТ.
В США есть ещё одно крупное пресвитерианское объединение — Пресвитерианская церковь Америки (PCA), которая более консервативная по взглядам. Она вторая по численности среди кальвинистских церквей в США, её численность составляет 390 319 членов (2022).

## История
История пресвитерианской церкви прослеживается с XVI века, конкретно начиная с протестантской Реформации. Пресвитерианские идеи этой конфессии, её догматические установления и многие культурные традиции были приняты под влиянием учения и религиозной деятельности швейцарско-французского богослова и юриста Жана Кальвина. Была создана в 1983 году в результате слияния Пресвитерианской церкви в Соединённых Штатах, чьи церкви были расположены в южных и приграничных штатах, с Объединённой пресвитерианской церкви в Соединённых штатах Америки, чьи приходы можно найти в каждом штате.
В состоянии на декабрь 2023 года иммет в своем составе крещённых 1 094 733 членов. 

## Структура
Пресвитерианская церковь США имеет представительную форму правления, известную как пресвитерианское государство, с четырьмя уровнями правительства и администрации, как указано в Книге порядка. Советами (органами управления) являются:
- Сессия (конгрегации);
- Пресвитерия;
- Синод;
- Генеральная Ассамблея.

## Цели
Пресвитерианская церковь США в прошлом была ведущей конфессией США в миссионерской работе, и многие больницы, клиники, колледжи и университеты по всему миру ведут свое начало от новаторской деятельности пресвитерианских миссионеров, которые основали их более века назад. В 2008 году церковь ежегодно поддерживала около 215 (70 по состоянию на 2021 год) миссионеров за рубежом.

## Влияние

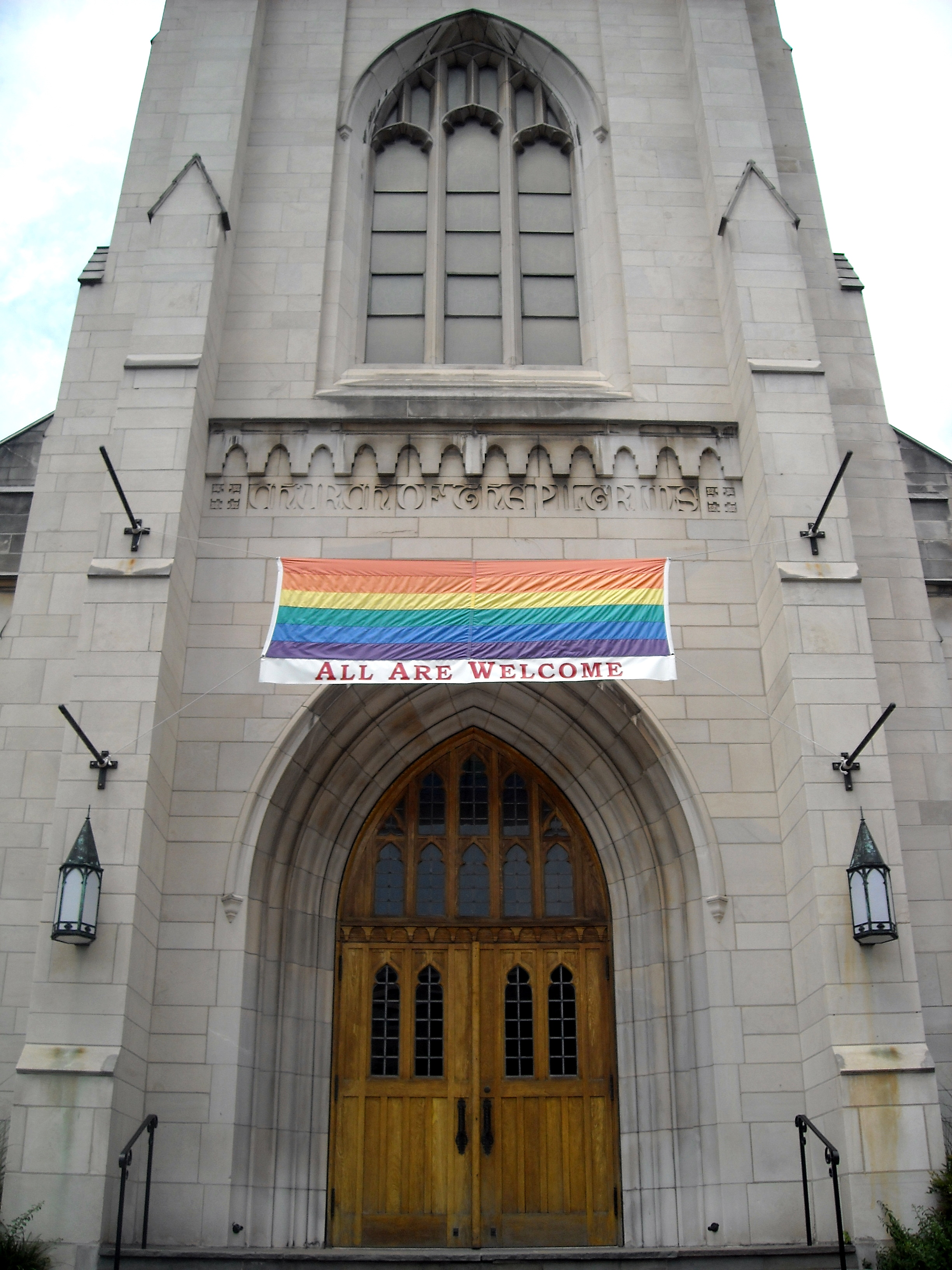
Пресвитерианская церковь (от PCUSA) в Вашингтоне, демонстрирующая поддержку сообществу ЛГБТ.

Пресвитериане входят в число самых богатых религиозных групп и непропорционально представлены в американском бизнесе, законодательстве и политике. Многие из старейших учебных заведений страны, такие как Принстонский университет, были основаны пресвитерианским духовенством или были связаны с пресвитерианской церковью.

### Президенты США — члены PCUSA
- Вудро Вильсон (1913—1921), демократ.
- Дуайт Эйзенхауэр (1953—1961), республиканец.
- Рональд Рейган (1981—1989), республиканец.
- Дональд Трамп[в раннем детстве был крещён как реформат] (2017—2021 и с 2025[12]), республиканец.
- Крис Кунс — американский сенатор от Демократической партии.